# Geranomyia alpestris
Geranomyia alpestris är en tvåvingeart som först beskrevs av Alexander 1930.  Geranomyia alpestris ingår i släktet Geranomyia och familjen småharkrankar.
Artens utbredningsområde är Taiwan. Inga underarter finns listade i Catalogue of Life.